# The Witcher 3: Wild Hunt – Blood and Wine
The Witcher 3: Wild Hunt — Blood and Wine (пол. Wiedźmin 3: Dziki Gon — Krew i Wino; укр. «Відьмак 3: Дикий Гін – Кров і Вино») — друге та останнє сюжетне доповнення для відеогри Відьмак 3: Дикий Гін 2015 року. Доповнення розроблено компанією CD Projekt Red, і випущено для Microsoft Windows, PlayStation 4 та Xbox One 31 травня 2016 року, також пізніше випущено для Nintendo Switch 15 жовтня 2019 року, а версії для PlayStation 5 та Xbox Series X / S вийшли 14 грудня 2022.
Геральт з Рівії подорожує до Туссен, герцогства, не зачепленого війною, яка йде в основній грі. Він сподівається відшукати таємничого звіра, який тероризує регіон. Розширення отримало широке визнання критиків, отримавши низку нагород.

## Ігровий процес
Ігровий процес розширення мало чим відрізняється від базової гри, крім різної обстановки та сюжету, однак були деякі додаткові функції. Перш за все, повністю нова система мутацій разом із мутагенами, необхідними для розблокування конкретної мутації. Гравці тепер також можуть фарбувати броню. Головною новинкою є новий будинок Геральта — виноградник Корво Б'янко (який він отримав від Анни Генрієтти як часткову плату за вбивство звіра), який можна підвищити до певного рівня. Варто також зазначити, що крім стандартних таборів бандитів, відомих з базової гри, Геральт тепер може зачищати набагато більші табори, відомі як Ганзійські табори.

## Реліз гри
7 квітня 2015 року CD Projekt оголосив про два доповнення для гри The Witcher 3: Wild Hunt. Перше розширення — «Серця з Каменю», і друге — «Кров і Вино». Кров і Вино було випущено 31 травня 2016 року. Пізніше обидва доповнення було випущено у повному виданні для Nintendo Switch 15 жовтня 2019 року.

## Оцінки і відгуки
Кров і вино отримали «загальне визнання» від критиків, згідно з вебсайтом агрегатора оглядів, Metacritic. Багато критиків високо оцінили те, як CD Projekt Red закінчили сюжетну лініюГеральта з Ривії та розмір доповнення. Деякі навіть назвали це окремим проєктом. У огляді для PC Gamer Том Сеньйор похвалив розробників за таке глибоке доповнення, і заявив, що якби нові доповнення продовжували виходити, він досі грав би у The Witcher у 2020 році. Том Сеньйор високо оцінив прощання із серією ігор про Відьмака. Стівен Боґос з Втікача стверджує. що в цілому це якісне доповнення, але воно не про «рятування світу», як сюжет попередніх Відьмаків. Він додав, що прощання з Геральтом з Ривії залишить посмішку на вашому обличчі. Річард Коббет у огляді для Rock, Paper, Shotgun сказав, що гра не є найкращою роботою CD Projekt Red. Він сказав, що у доповнення гарний сюжет, проте не такий гарний, як у Сердець з Каменю. На противагу відгуку Коббетта, Кріс Картер із Destructoid вважає, що Кров і Вино кращі за Серця з Каменю. Він сказав, що Кров і Вино є досить масивним, і його можна вважати новим проєктом. «Кров і Вино тематично іноді настільки темне, як і попередники», — сказав Кевін ВанОрд в огляді для GameSpot, хоча в порівнянні з іншими аспектами «Відьмака 3» воно менш похмуре. Лейф Джонсон із IGN спочатку сумнівався через повільний старт, але почав «любити його» протягом перших кількох годин ігрового процесу. Рецензент Shacknews Джош Гокінс зазначив, що він мав кілька проблем та помилок у доповненні, але йому мало що не сподобалось. Він додав, що це, загалом, гарне доповнення до серії. Подібно до Гокінса, Майк Вільямс із USgamer сказав, що в цілому це вдале доповнення, і успішне прощання з Геральтом з Ривії.